# بوريليا تايلرية
بوريليا تايلرية (الاسم العلمي:Borrelia theileri) هي نوع من البكتيريا تتبع جنس البوريليا من الفصيلة البوريلية.